# Josef Smolka
Josef Smolka (Troubky, 22 de março de 1939 – 1 de junho de 2020) foi um voleibolista checo que competiu pela Tchecoslováquia nos Jogos Olímpicos de 1968.
Em 1968, ele fez parte da equipe tchecoslovaca que conquistou a medalha de bronze no torneio olímpico, no qual participou de sete partidas.

## Morte
Morreu no dia 1 de junho de 2020, aos 81 anos.